# Valstads kyrka
Valstads kyrka är en kyrkobyggnad som tillhör Valstads församling i Skara stift. Den ligger i Valstad i Tidaholms kommun.

## Kyrkobyggnaden
Kyrkan är en om- och tillbyggd medeltida romansk kyrka som ursprungligen uppfördes på 1100-talet. Långhusets murar ligger i förband med tornet vilket annars är ovanligt och visar att tornet uppförts vid samma tillfälle som kyrkan. Vapenhuset anses uppfört omkring år 1300 att döma av det trepassformade överstycket i portalen . I slutet av 1600-talet revs koret för att ge plats åt ett längre långhus. År 1890 revs långhus, kor och absid. Kyrkan byggdes upp och försågs med korsarmar i norr och söder. Kvar från den medeltida kyrkan står tornet och vapenhuset med sydportalen. De två medeltida portalerna anses vara unika i Sverige och utförda av Ottravadsmästaren. 
År 1968 flyttades ingången tillbaks till vapenhuset och 1972 installerades en replik av ett medeltida absidfönster i koret. Samma år utvidgades kyrkogården med en minneslund som 1997 fick ett träkors och en springbrunn.

## Inventarier
- Predikstolen från 1704 är gjord av bildhuggaren Johan Ullberg den äldre. I predikstolen finns scener ur Jesu liv snidade: födelsen, dopet, korsfästelsen och uppståndelsen.
- Dopfunten i trä är från 1890, medan fatet av driven koppar är senmedeltida (sekelskiftet 1400-1500).
- Nattvardskalken i förgyllt silver från 1400-talet har en sexpassformad fot med graverade bilder.
- Vinkannan skänktes till kyrkan av Sven Bock från Valstad år 1748.

### Klockor
- Storklockan är från tidig medeltid och något bredare än den vanliga typen från Saleby kyrka. Den har en inskrift med latinska versaler, som i översättning lyder: Hulda, rena, fromma, härliga, saliga Maria! Vare du mig hälsad!
- Lillklockan är av en senmedeltida typ och saknar inskrifter.[2]

## Orgel
Orgeln, som är placerad i den norra korsarmen, är tillverkad 1968 av Nordfors & Co och har tretton stämmor fördelade på två manualer och pedal.

## Exteriörer

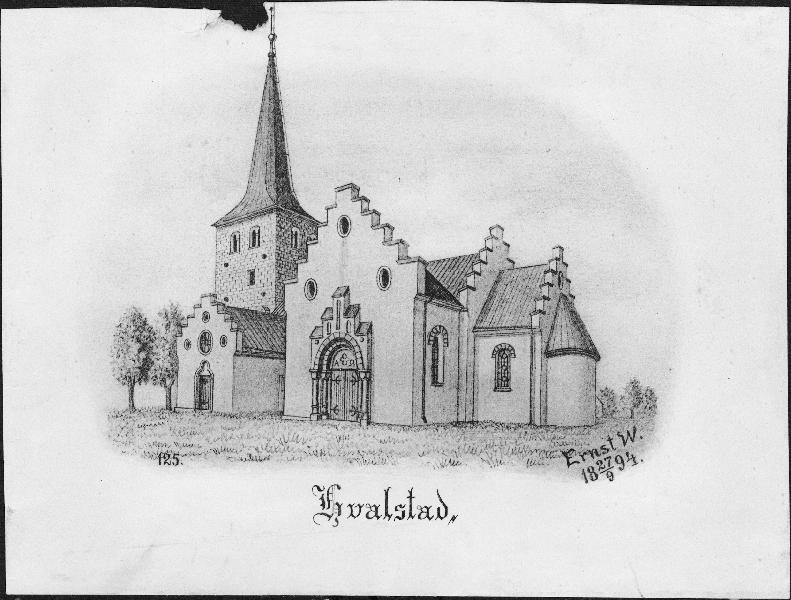
Kyrkan på teckning från 1894.
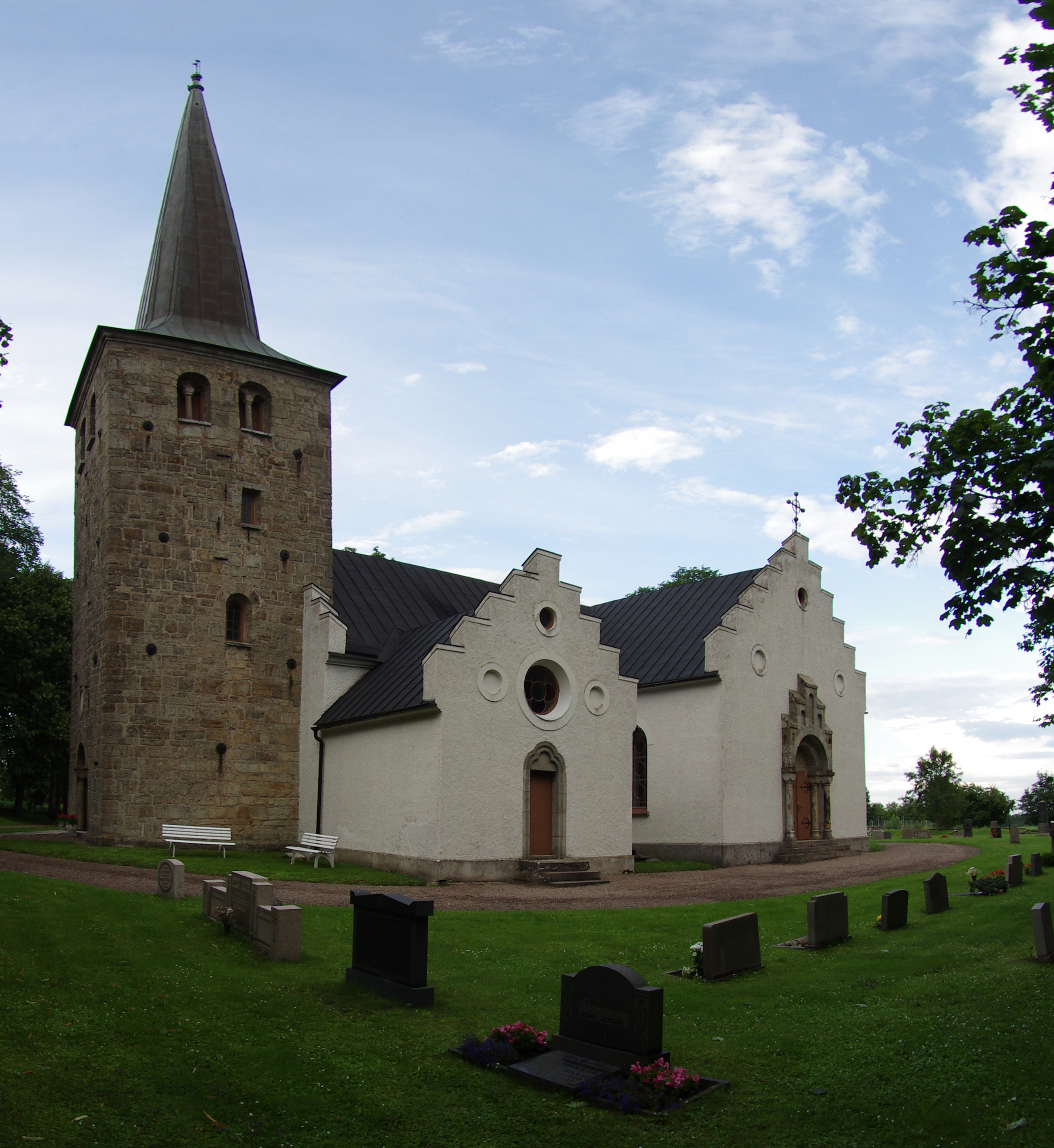
Exteriör.
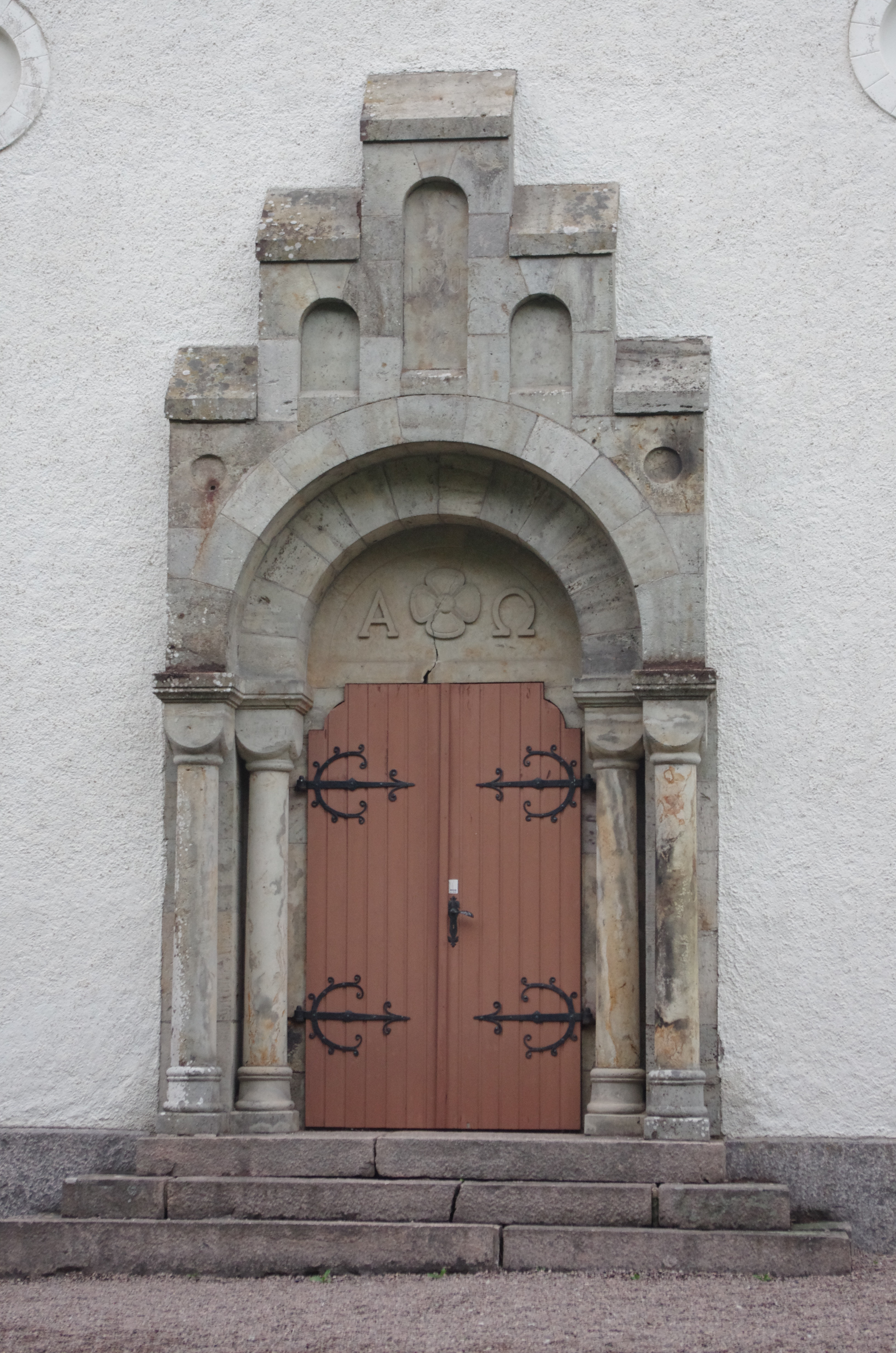
Portal på kyrkans södra sida.
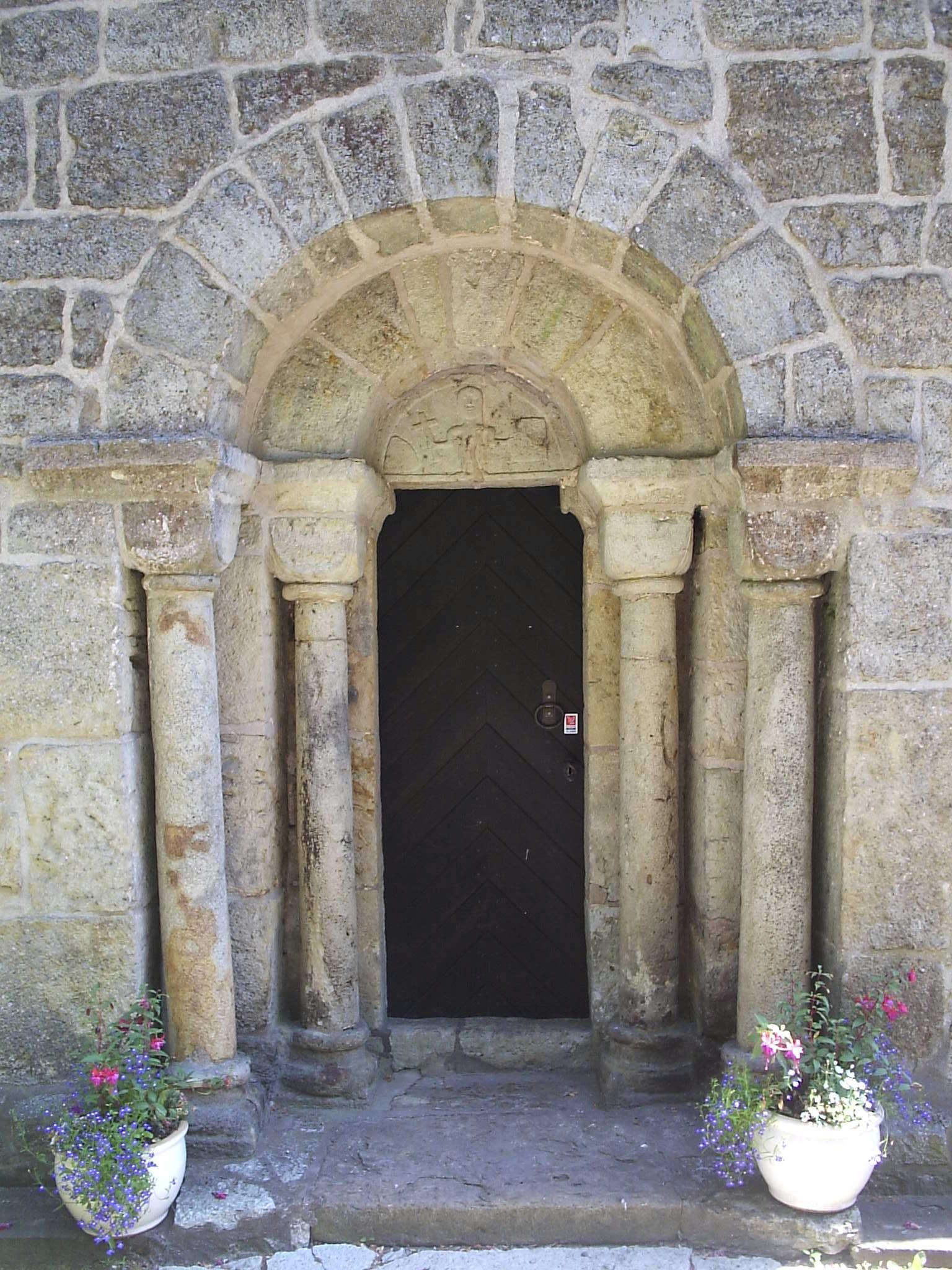
Ovanför ingången till tornet finns en tympanonsten från medeltiden.
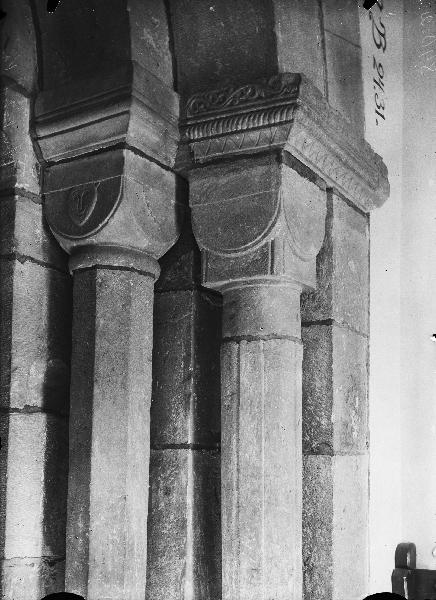
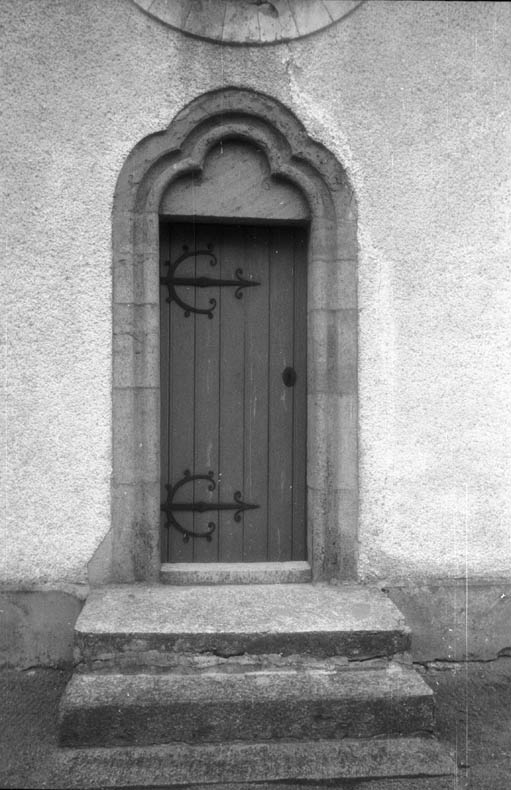
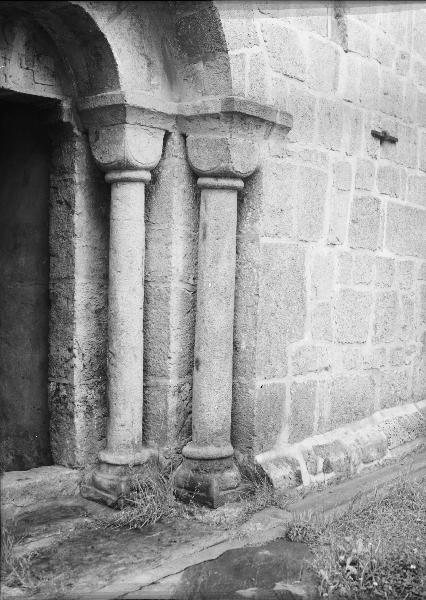
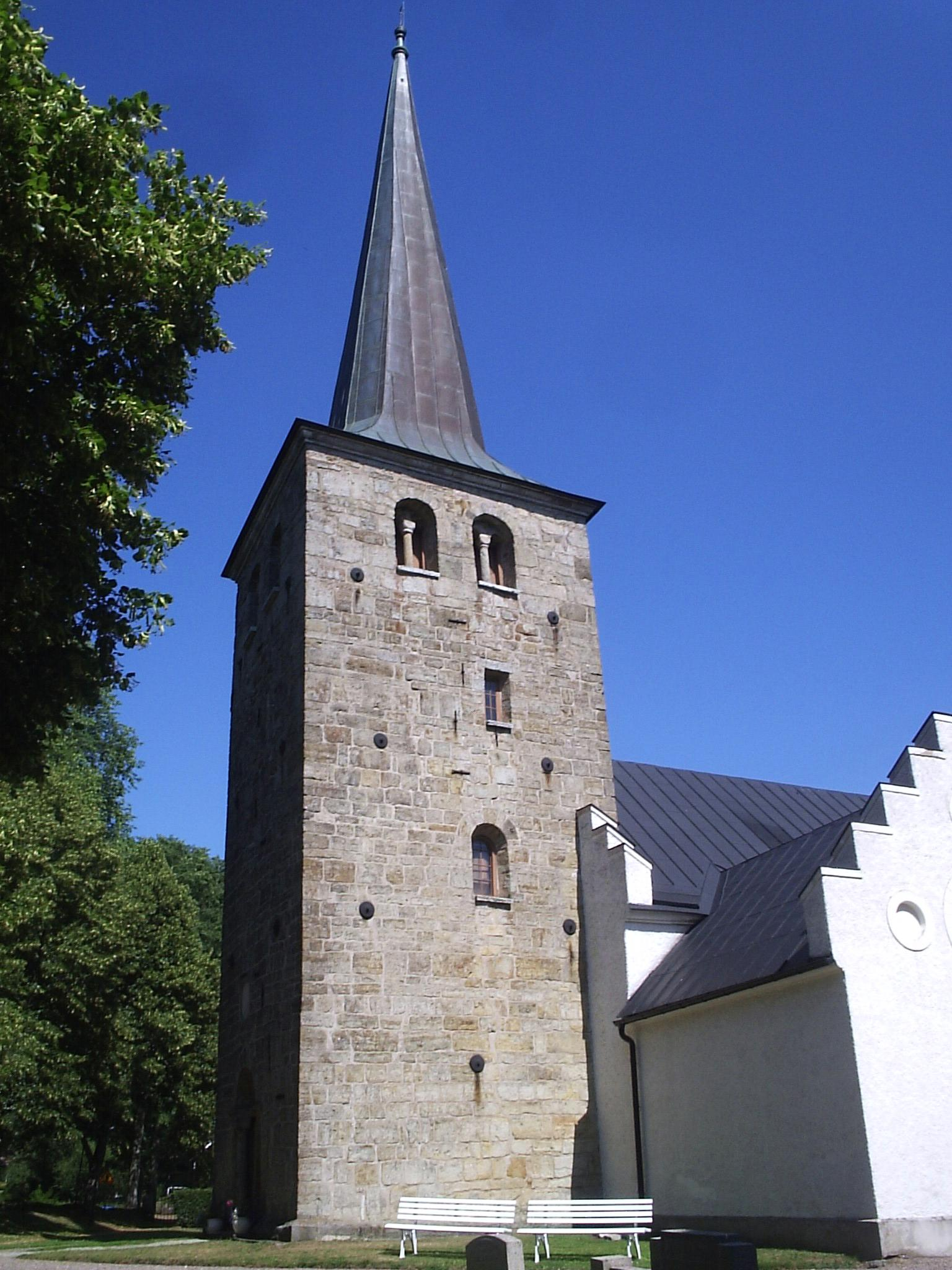

## Interiörer

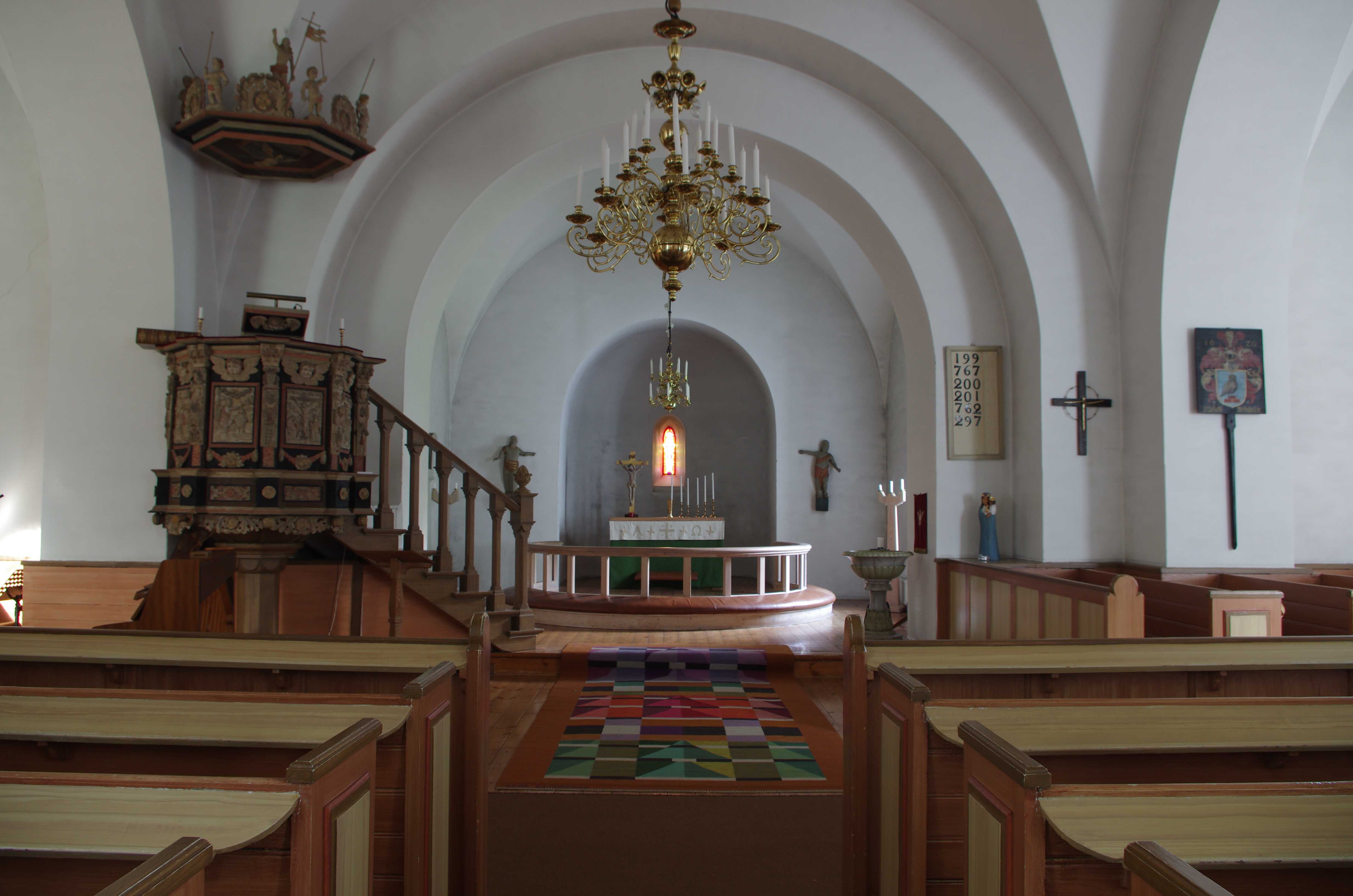
Interiör mot koret.
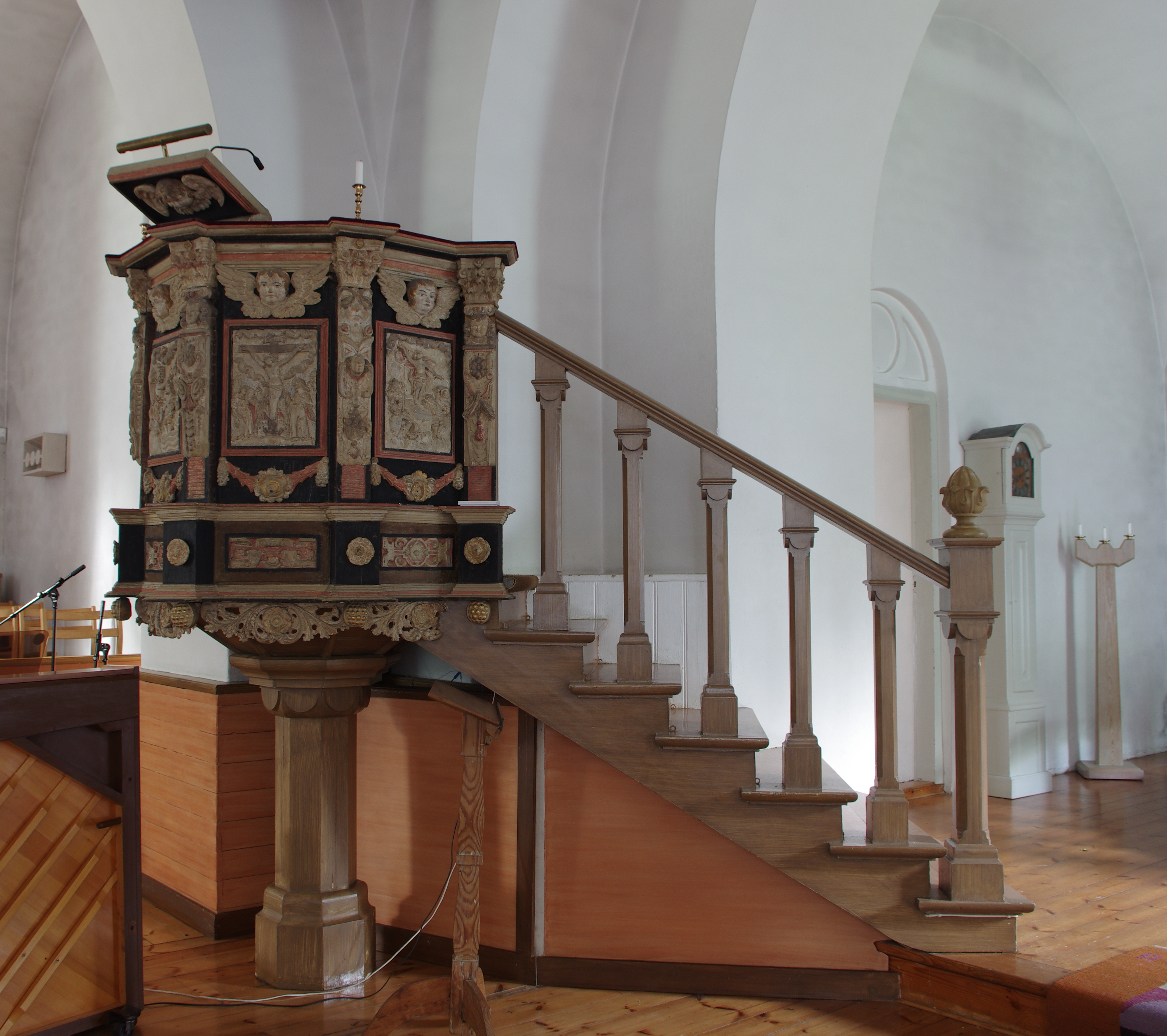
Predikstolen från 1704 av Johan Ullberg den äldre.
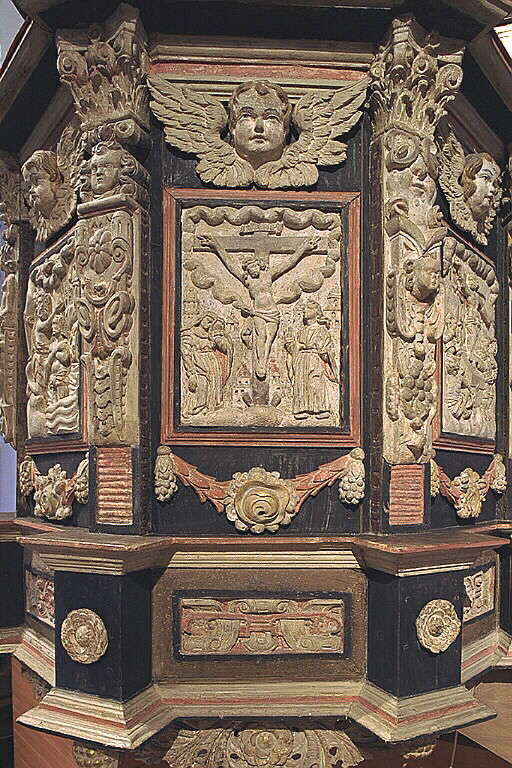
Detalj av predikstolen.
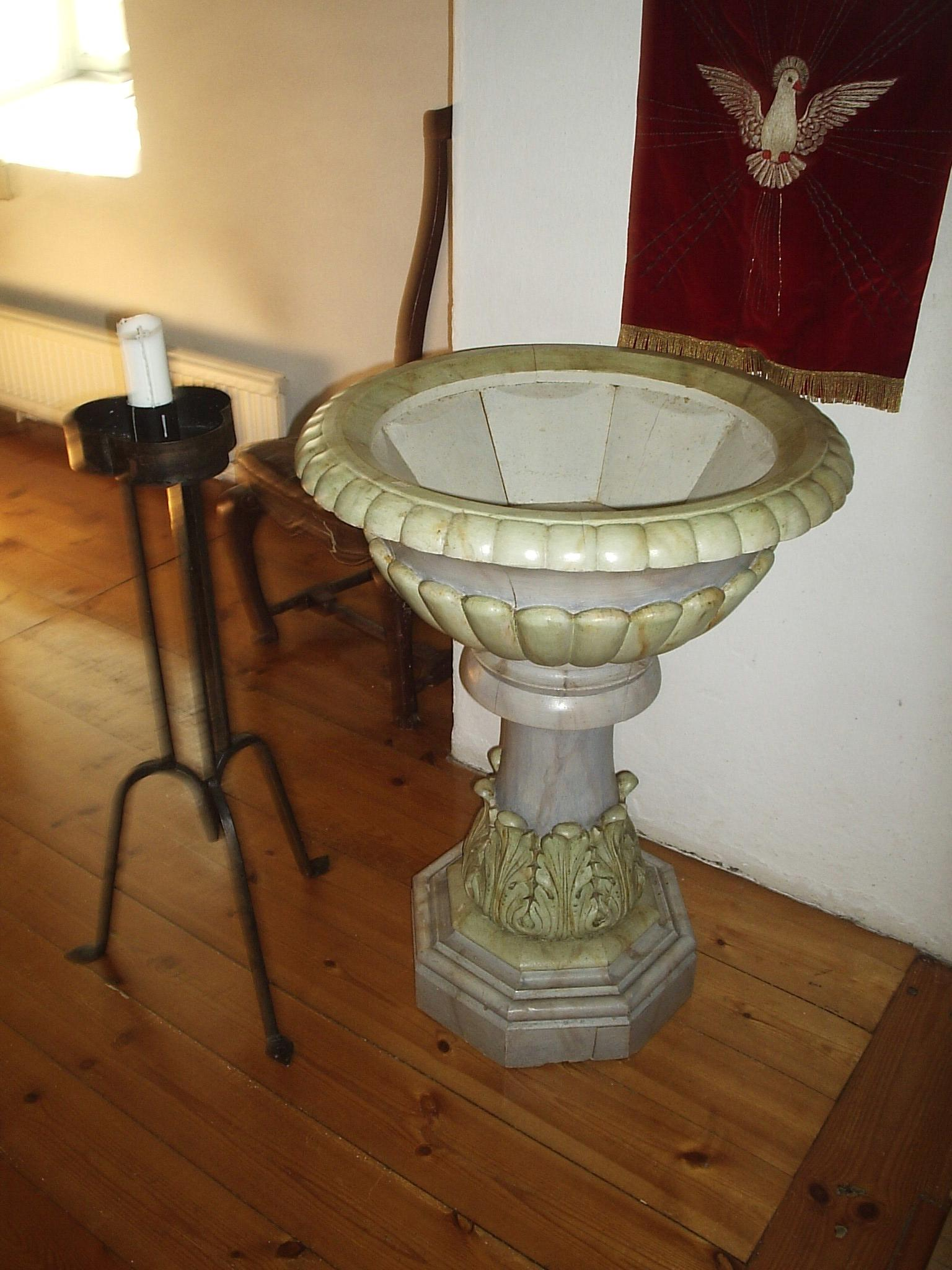
Dopfunten av trä från 1890.
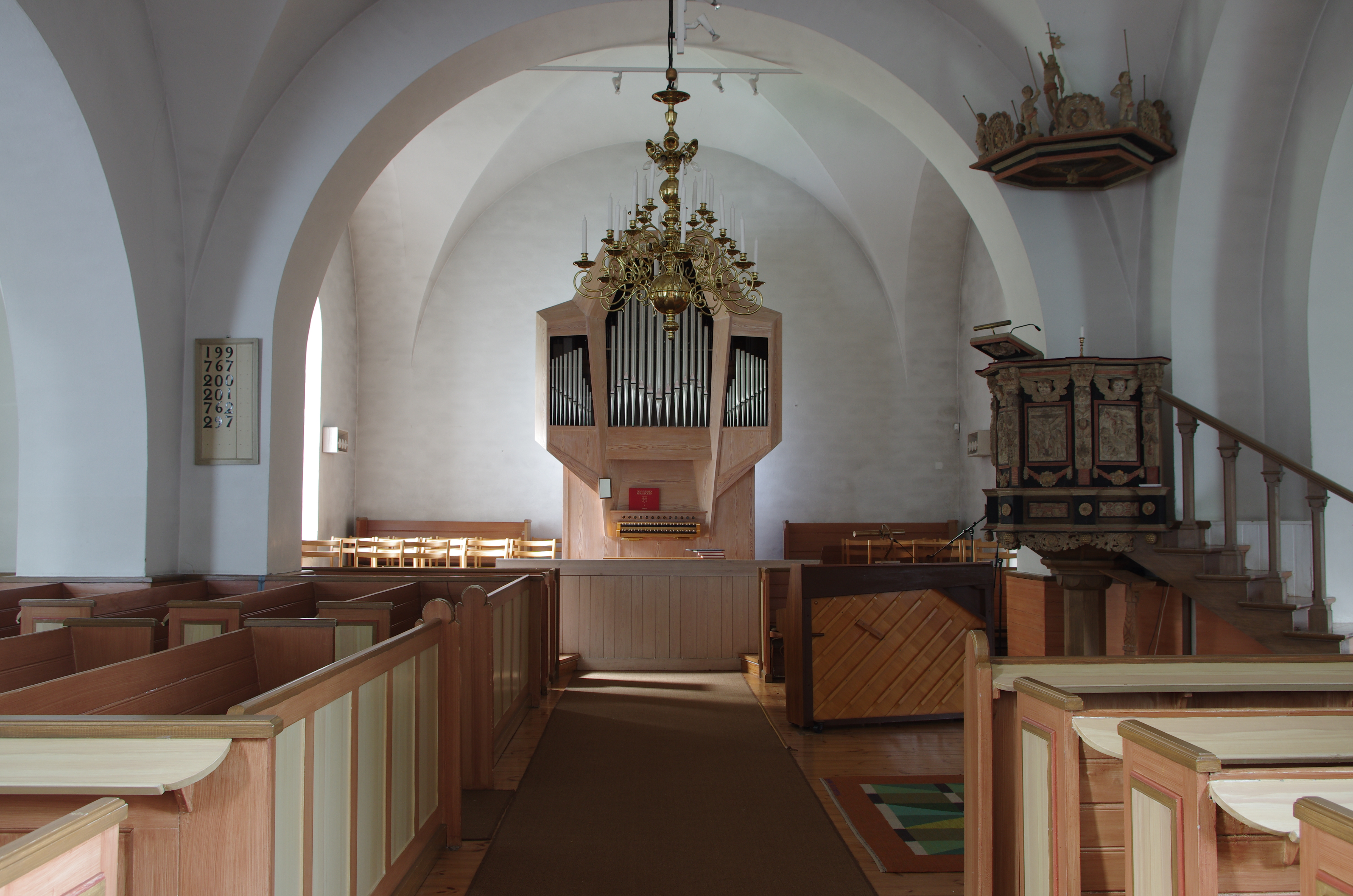
Orgeln från 1968 med 13 stämmor.
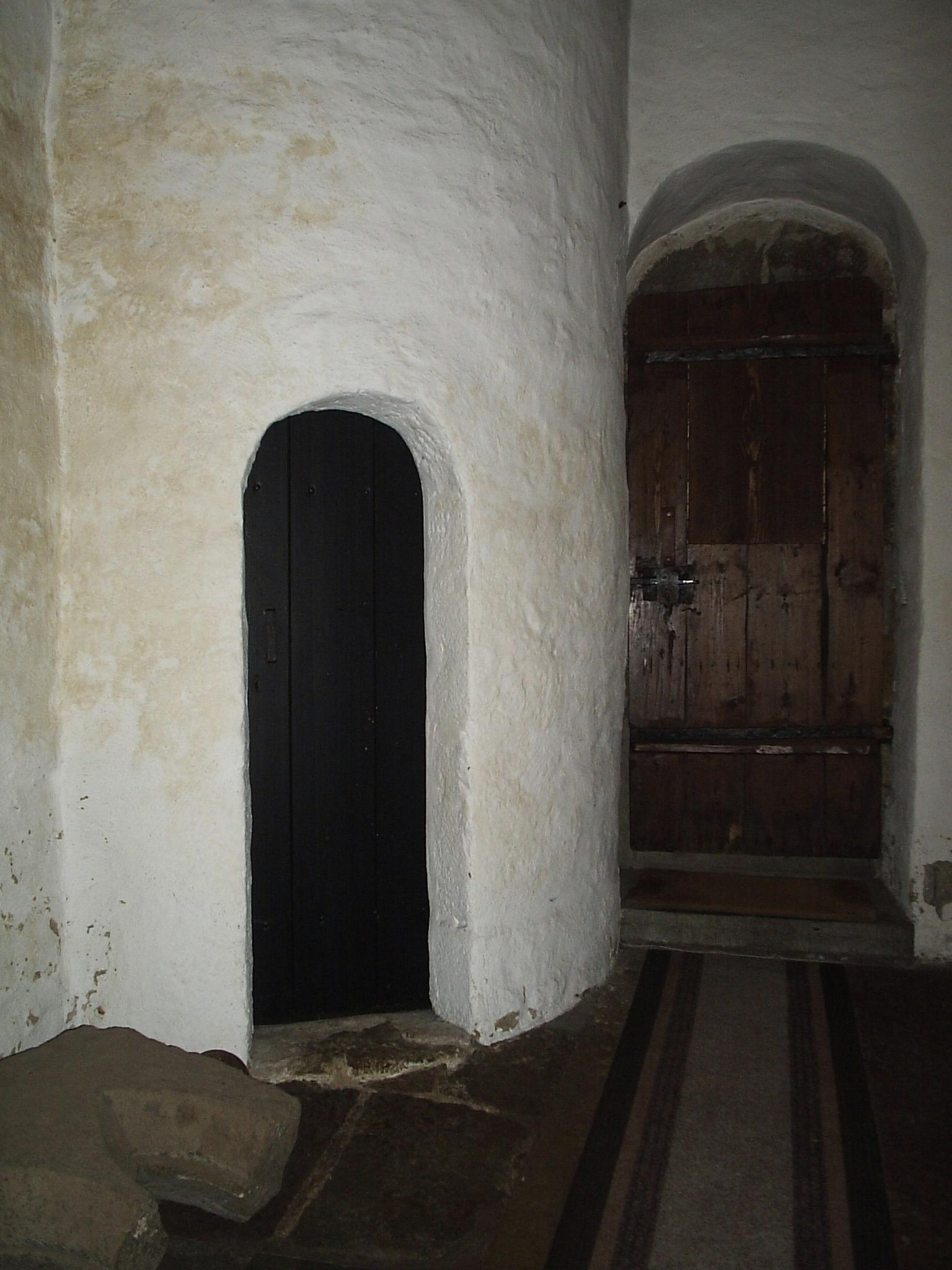
Dörren till torntrappan.
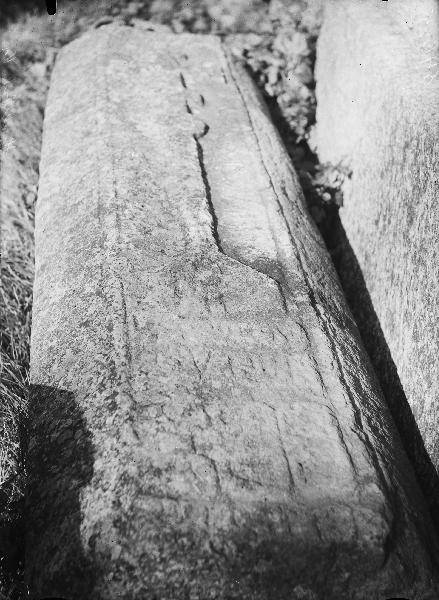
Kistformad lockhäll från 1200-talet.